# Velika Kneževina Litva
Velika Kneževina Litva ili Velika Kneževina Litve, Rusi i Samogitije (starobjelorus. Великое князство Литовъское, polj. Wielkie Księstwo Litewskie, lat. Magnus Ducatus Lituaniae), službeni je naziv srednjovjekovne višenarodne države koja je u doba svoje najveće teritorijalne rasprostranjenosti obuhvaćala ozemlje današnjih država Litve i Bjelorusije te dijelove Ukrajine, Ruske Federacije (odnosno nekadašnje Kijevske Rusi) i Poljske. 
Država je u zapadnim povijesnim dokumentima najpoznatija kao Velika Kneževina Litva, premda joj je naziv potkraj 14. stoljeća proširen da bi glasio Velika Kneževina Litve, Rusi i Samogitije. Država je postojala od 1253. do 1791. godine, ali je pritom mijenjala svoje granice, ustrojstvo i službene nazive. Velika društveno-politička i vjerski preustroj dogodio se 1569. stupanjem u državnu zajednicu s Kraljevinom Poljskom i zasnivanjem Poljsko-Litavske Unije.

## Osnovna obilježja
Država je osnovana 1253. godine na prostoru današnje Litve, a krajem 14. stoljeća protezala se preko cijelog teritorija Litve, manjeg dijela Estonije i Latvije, zatim Bjelorusije, gotovo cijele Ukrajine, manjih dijelova zapadne Rusije i sjeveroistočne Moldove. Do stupanja u državnu zajednicu s Poljskom, Ukrajinci su u toj državi činili oko 50% stanovništva, Bjelorusi oko 30%, a svega 10% činili su Litavci, Samogiti i ostali narodi.
Država je svojim proširenjem na prostore Bjelorusije i Ukrajine sredinom 14. stoljeća prihvatila i pravoslavlje kao službenu vjeru. Službeni jezik je također postao starobjeloruski ili staroukrajinski, zatim latinski i naposljetku poljski. Litavska elita u početku se proglasila i nasljednicom Kijevske Rusi, ali se nakon nekog vremena našla pred opasnošću od gubitka vlasti i samouprave jer se u državi našla brojno obrazovana ukrajinsko i bjelorusko stanovništvo. To je bio povod za Litavce za stupanje u dinastijsku i državničku uniju s Poljskim Kraljevstvom.
Stupanjem u dinastijsku uniju krajem 14. stoljeća, i potom državnu uniju 1569. s Poljskom, službena vjeroispovijest Litve i ostatka države postala je katolička, a brojni Ukrajinci i Bjelorusi odnosno Ruteni sve više su se suočavali s marginalizacijom u društveno-političkom i vjerskom životu. Unatoč unutarnjim društveno-političkim i vjerskim nesuglasicama, izrazito višenarodna Poljsko-Litavska Unija u 16. i 17. stoljeću predstavljala je najveću i možda najmnogoljudniju europsku državu.

## Službeni nazivi države
- Bjeloruski: Вялікае Княства Літоўскае, Рускае, Жамойцкае
- Litavski: Lietuvos Didžioji Kunigaikštystė
- Ukrajinski: Велике Князівство Литовське, Руське і Жемайтійське
- Rutenski, Staroukrajinski: Великое князство Литовское, Руское, Жомойтское и иных
- Poljski: Wielkie Księstwo Litewskie
- Latinski: Magnus Ducatus Lituaniae
- Njemački: Großfürstentum Litauen
- Ruski: Великое княжество Литовское, Русcкое, Жомойтское и иных

## Vanjske poveznice
- Velika kneževina Litva (engl.)
- Karta Velike kneževine Litve (ukr.)  Arhivirana inačica izvorne stranice od 30. ožujka 2021. (Wayback Machine)